# おんなのこきらい
『おんなのこきらい』は、2015年公開の日本映画作品。加藤綾佳監督作品。

## 概要
音楽と映画の融合を目指した映画祭MOOSIC LAB 2014のために制作された作品。ふぇのたすの楽曲「女の子入門」から着想を得た。同映画祭において、準グランプリ・観客賞・最優秀女優賞（森川葵）・男優賞（木口健太）を獲得。その後、2015年2月14日から単独一般公開を果たした。

## ストーリー
過食症のOL・和泉キリコは、可愛さを武器に職場や合コンで異性の心を手玉に取ることを喜びとしてきた。同性からの悪口は嫉妬と切り捨てて意にも介さない。しかし、そんな彼女の前に自分になびかない幸太が現れてから、キリコの人生観が狂い始める。

## キャスト
- 和泉キリコ - 森川葵
- 高山幸太 - 木口健太
- ユウト - 谷啓吾
- さやか - 井上早紀
- ケンジ - 松澤匠
- 茜 - 加弥乃
- まゆみ - 緑茶麻悠
- 田辺 - 巴山祐樹
- ユリエ - 福原舞弓
- カフェの店員 - ふぇのたす

## 主題歌
主題歌「女の子入門」
作詞・作曲・編曲：山本奨 歌：ふぇのたす
挿入歌
「かわいいだけじゃダメみたい」
「たびたびアバンチュール」
「おばけになっても」
作詞・作曲・編曲：山本奨 歌：ふぇのたす （上記全て）

## スピンオフ作品

### あのこの話をすこしだけ
『あのこの話をすこしだけ』（あのこのはなしをすこしだけ）は、映画『おんなのこきらい』のスピンオフ作品で、MOOSIC LAB2016特別招待作品として、2016年8月東京・K’sシネマにて上映開始予定。
キャスト
- 沙耶 - 越智ゆらの
- 亮太 - 元木聖也

スタッフ
- 音楽：SHE IS SUMMER